# Lies Spruit
A.W.M. (Lies) Spruit (10 september 1955) is een Nederlandse bestuurder en PvdA-politica. Sinds 5 november 2014 is zij burgemeester van Lisse. Van 2 januari 2012 tot 5 november 2014 was zij waarnemend burgemeester van Lisse.

## Biografie
Spruit volgde de sociale academie in Amsterdam en ging aan de slag in het welzijnswerk. Ze werkte van 1978 tot 1981 als opbouwwerkster in een buurthuis in Zaandam en daarna van 1981 tot 1994 in Amsterdam, tot 1990 als manager bij de Stichting Buurt- en Jongerenwerk Amsterdam en vervolgens als projectleider sociale vernieuwing. Vooral de omgang binnen het welzijnswerk met jongeren stond haar erg aan.
In 1994 vertrok ze naar Almere, waar ze aanvankelijk werkzaam was in een opvanghuis voor uithuizige kinderen, maar al heel snel in de lokale politiek verzeild raakte. Nog in 1994 werd ze verkozen in de gemeenteraad en ook direct wethouder. Als zodanig hield zij zich bezig met onderwerpen op economisch-, welzijns- en volkshuisvestingsgebied alsook met jeugd- en jongerenwerk. Haar wethouderschap duurde tot 2002. Daarna vervulde zij allerlei tijdelijke functies in leidinggevende posities, meestentijds bij gemeenten. Haar laatste werkkring was die van wijk- en programmamanager bij de gemeente Utrecht.
Eind 2009 volgde haar benoeming tot waarnemend burgemeester van Uithoorn per 4 januari 2010. In mei 2010 werd ze opgevolgd door Dagmar Oudshoorn. Per januari 2012 werd Spruit benoemd tot waarnemend burgemeester van Lisse. Op 13 oktober volgde een definitieve benoeming op deze post per 5 november 2014.